# Tiroteo en la escuela secundaria Saugus
El 14 de noviembre de 2019, en la Escuela Secundaria Saugus en Santa Clarita, California, Estados Unidos, un estudiante con una pistola disparó a cinco compañeros, matando a dos, antes de suicidarse.

## Medidas preventivas del distrito escolar.
En respuesta al aumento del número de tiroteos en las escuelas en otros lugares de los Estados Unidos, el Distrito Escolar de William S. Hart Union High School adoptó una serie de medidas para mejorar la seguridad en las escuelas. Según el sitio web del distrito, todas las escuelas tienen un oficial de recursos escolares asignado a cada recinto. Las escuelas estarán rodeadas por una cerca y los supervisores vigilarán a todos los que entren y salgan del recinto. 
Las escuela secundaria de Saugus tenía vallas y al menos una docena de cámaras de seguridad, pero no tenía detectores de metales. Los portones de la escuela se cerraban con llave de manera rutinaria durante el tiempo de instrucción y se abrían sólo para que los estudiantes salieran para el almuerzo o para salir de la escuela al final del día. Se requería que los visitantes firmaran al entrar y salir de la escuela. Las escuelas realizaban por lo menos dos simulacros de cierre por año y utilizaban una línea telefónica para que los estudiantes pudieran indicar conductas sospechosas. Cada escuela tenía un "Embajador de Escuelas Seguras", un estudiante preparado para trabajar dentro de sus grupos de compañeros en la prevención de la intimidación, las burlas y la violencia en los recintos escolares.
A principios de 2019, los estudiantes de la Escuela Secundaria Saugus habían participado en un proyecto de clase para crear un video de entrenamiento sobre cómo lidiar con un tirador activo. Los estudiantes que se encontraron cerca de este tiroteo de noviembre afirmaron que este proyecto les había ayudado a saber cómo responder en los momentos del tiroteo. Cada aula estaba equipada con kits para heridas de bala; al menos un estudiante herido fue tratado médicamente con uno de estos kits durante este suceso.

## Tiroteo
Antes del comienzo de las clases en Saugus High School el 14 de noviembre de 2019, mientras algunos estudiantes estaban en el patio exterior o en el patio de la escuela, un tirador identificado más tarde como un compañero de clase sacó una pistola de su mochila y disparó a sus compañeros allí.
El arma fue identificada más tarde por el Sheriff del Condado de Los Ángeles como una pistola semiautomática de calibre 45, una "pistola fantasma" no registrada ensamblada a partir de un kit. Las imágenes de vigilancia documentaron las acciones del tirador: después de disparar una vez, la pistola aparentemente se atascó. La arregló, disparó a cuatro personas más,  incluyendo a una en el estómago y usó la última bala para pegarse un tiro en la cabeza. Comenzó a las 7:38 a. m., el tiroteo duró dieciséis segundos. El arma de fuego fue encontrada fuera del área del tiroteo.
Tres policías fuera de servicio, que acababan de dejar a sus parientes en la escuela, fueron los primeros en llegar al lugar de los hechos: un detective del Departamento del Sheriff del condado de Los Ángeles y policías de Inglewood y Los Ángeles. Se les unieron en un minuto los ayudantes uniformados de turno de la comisaría del sheriff en Santa Clarita, así como un ayudante del sheriff que trabaja en la escuela como el oficial de recursos escolares. El Departamento de Bomberos del Condado de Los Ángeles dijo que los bomberos también respondieron al tiroteo antes de las 8 a. m. Santa Clarita es una ciudad que utiliza los servicios del sheriff y de los bomberos del condado en lugar de tener sus propios departamentos de policía y de bomberos.
Muchos estudiantes huyeron de la zona y algunos dejaron el campus, mientras advertían a otros. Los maestros alejaron a los estudiantes del peligro y los llevaron a las aulas. Un estudiante herido escapó del patio y se refugió en la sala del coro de la escuela, donde el profesor hizo una barricada en la puerta y le prestó los primeros auxilios. De los que se atrincheraron en las aulas, muchos utilizaron las lecciones aprendidas en los ejercicios de simulacro realizados en la escuela para reforzar su protección. Un alumno contó que un estudiante repartió tijeras a todos los alumnos de la clase siguiendo la recomendación del simulacro de armarse con tijeras, sillas o cualquier cosa pesada, en caso de que el tirador encontrara a los alumnos escondidos.

## Víctimas
Dos estudiantes, Gracie Anne Muehlberger, de 15 años, y Dominic Blackwell, de 14, fueron asesinados.
Dos niñas de 15 y 14 años y un niño de 14 años resultaron heridos. Cuatro estudiantes fueron hospitalizados en el Hospital Henry Mayo Newhall Memorial, tres de ellos en estado crítico, incluyendo al tirador. Dos fueron transportados al Providence Holy Cross Medical Center. El último estudiante herido fue dado de alta del hospital el 18 de noviembre. Aparte de que todos eran estudiantes de la Escuela Secundaria Saugus, se informa que el pistolero y sus víctimas no tenían ninguna conexión personal conocida.

## El autor del crimen
El autor fue identificado como Nathaniel Tennosuke Berhow, un estudiante de la escuela. Berhow llevó a cabo el tiroteo en su 16º cumpleaños. Se disparó a sí mismo en la cabeza con su última bala y murió al día siguiente en el hospital.
Sus padres se habían divorciado en 2016,y Berhow vivía con su madre y su hermana. Un vecino que lo conocía a él y a su familia dijo que el joven parecía tener problemas emocionales desde la repentina muerte de su padre en 2017. Varios estudiantes describieron a Berhow como un estudiante tranquilo que "parecía uno de esos chicos normales". Berhow participaba en deportes y formaba parte del equipo universitario de cross country. También formó parte de los Boy Scouts. Descrito como un buen estudiante, Berhow estaba matriculado en el Programa de Colocación Avanzada en historia.

## Investigación
La policía documentó la escena del crimen usando un escáner 3-D. La escuela quedó  limpia para el 15 de noviembre.
Los detectives del condado de Los Ángeles se unieron a los funcionarios de la Oficina Federal de Alcohol, Tabaco, Armas de Fuego y Explosivos para determinar si la pistola estaba hecha de un kit, es decir, de piezas compradas por separado y luego ensambladas. Berhow era demasiado joven para haber comprado legalmente un arma de este tipo en California. 
Durante una investigación separada de la casa de la familia Berhow, los oficiales descubrieron varias armas, algunas de las cuales no estaban registradas. Estas podrían haber pertenecido a su difunto padre, que según se informa fue un ávido cazador. La policía confiscó el arsenal. Un amigo dijo que Berhow había crecido alrededor de las armas y que le enseñaron a usarlas responsablemente.
El sheriff del condado anunció que la pistola utilizada en el tiroteo era una pistola fantasma, ensamblada a partir de piezas intercambiables sin números de serie. No quedó claro si el arma fue ensamblada por Berhow o por el padre de Berhow antes de su muerte en 2017. Quienquiera que ensamblara el kit del arma pudo evitar muchas de las regulaciones existentes en cuanto a la definición y registro de armas de fuego, y las verificaciones de antecedentes asociadas para la posesión y transferencia.
Durante el mismo registro de la casa de Berhow, las autoridades dijeron a los reporteros que no habían encontrado ninguna evidencia que les ayudara a identificar un motivo: ni manifiesto, ni diario, ni nota de suicidio. Dada la demostrada familiaridad del tirador con el arma y la velocidad del ataque, el sheriff del condado dijo que creía que el menor había planeado el tiroteo.

## Consecuencias
Los padres de los estudiantes elogiaron a la escuela por haber llevado a cabo simulacros de tiro activo y su respuesta durante este suceso. Dijeron que el sistema de alerta de la escuela los mantuvo regularmente actualizados sobre el incidente. Algunos estudiantes le dijeron a los reporteros que sabían qué hacer basándose en los simulacros anteriores.
El distrito cerró otras escuelas hasta la semana siguiente. Los estudiantes pudieron recoger las pertenencias dejadas en la escuela Saugus High acompañados por un guardia. Las clases en Saugus High no se reanudaron hasta el 2 de diciembre. 
Los miembros de la comunidad trabajaron para ofrecer apoyo de salud mental de emergencia, consejos para el duelo, servicios de oración y vigilias para honrar a las víctimas y sobrevivientes. Se creó un monumento conmemorativo fuera de la escuela secundaria.
En un partido de fútbol el 15 de noviembre, la escuela y los estudiantes se organizaron para conmemorar a los muertos. Los aficionados cantaron "Saugus Strong!", exhibieron el lema en pegatinas y carteles, mantuvieron un momento de silencio y soltaron globos. El 15 de noviembre se lanzó un sitio web de "Saugus Strong" para obtener recursos de la comunidad, y se incluyeron mensajes de apoyo y amor. También se realizó otra vigilia para los estudiantes y la comunidad el 16 de noviembre, con una asistencia de 10,000 personas presentes para conmemorar a las dos víctimas fallecidas y a todos los afectados. 
Las escuelas cercanas fueron cerradas durante la mañana del tiroteo. En la Escuela Secundaria de Pasadena, un grupo de estudiantes pegó 2.000 frases de aliento, como "Tú puedes hacerlo", en el casillero de cada estudiante el día después del tiroteo, para darse apoyo mutuo.

## Reacción

### Política
Políticos como el presidente Donald Trump, el vicepresidente Mike Pence, la senadora Kamala Harris y el gobernador de California Gavin Newsom utilizaron Twitter para expresar sus condolencias por las víctimas y sus pensamientos sobre el tiroteo. Muchos de los candidatos presidenciales demócratas se refirieron en sus mensajes al control de armas y a detener futuros tiroteos en las escuelas. Las celebritys también utilizaron los medios sociales para expresar sus condolencias por el tiroteo.
Los senadores estadounidenses Richard Blumenthal y Chris Murphy, ambos demócratas de Connecticut, habían estado abogando por una verificación universal de antecedentes cuando se conoció la noticia del tiroteo. Cuando un asistente le informó de los acontecimientos, Blumenthal incorporó la noticia en su discurso, diciendo: "Mientras hablo, ahora mismo, hay un tiroteo en una escuela en Santa Clarita, California. ¿Cómo podemos dar la espalda a esto? ¿Cómo podemos negarnos a ver ese tiroteo que exige nuestra atención y nuestra acción?" Organizaciones y activistas como Fred Guttenberg y Everytown for Gun Safety usaron el tiroteo para resaltar su frustración por la falta de acción del Líder de la Mayoría del Senado Mitch McConnell, ya que no había dirigido ninguna acción desde que lo pidió después del tiroteo de El Paso. Los partidarios de los derechos a las armas de fuego opusieron que todas las leyes de control de armas propuestas no habrían evitado el tiroteo y señalaron cómo las leyes de control de armas que ya estaban en vigor en California no habían lograron evitalo.

### Profesores y estudiantes
Una maestra escribió un artículo de opinión sobre el tiroteo para The Washington Post, en el que expresó su preocupación por la falta de acción de los políticos y las organizaciones. Señaló lo común que se han vuelto estos tiroteos, como alguien le dijo: "Podría haber sido peor". No es como si Saugus hubiera sido Sandy Hook". Se opuso a que la senadora estadounidense Cindy Hyde-Smith bloqueara un proyecto de reforma de las armas durante el tiroteo. Los estudiantes acudieron a los medios de comunicación social para postear sobre el tiroteo. Otros expresaron su preocupación por volver a la escuela después del tiroteo. Un estudiante dijo en una entrevista con CNN que "...con el estado de América en este momento, con el control de armas no siendo lo suficientemente estricto, con los niños pudiendo acceder a las armas tan fácilmente, no me sorprendió".